# Slomosa
Slomosa is een Noorse band uit Bergen. De band speelt stonerrock en is opgericht in 2017. Benjamin Berdous is het enige originele bandlid nadat in 2019 Anders Rørlien en Kristian Tvedt en in 2020 Severin Sandvik werden vervangen door respectievelijk Tor Erik Bye, Marie Moe en Jard Hole. De band bracht in 2020 hun debuutalbum Slomosa uit. In de nieuwe bezetting ging de band vanaf 2021 veelvuldig op tour door met name West-Europa. Het tweede album van de band ,Tundra Rock, werd in september 2024 uitgebracht.

## Biografie

### Ontstaan
De oorsprong van de band ligt in jamsessies in de gezamenlijke flat van Benjamin en Anders in de zomer van 2016. Uit liefde voor het eerste album van Queens of the Stone Age zijn ze gelijksoortige riffs gaan spelen. Deze muziek wordt desertrock (woestijnrock) genoemd. Omdat er in Noorwegen geen woestijn is en de bandleden opgroeiden in de buurt van toendragebieden noemt de band de muziek die ze spelen ook wel toendrarock. Met het vinden van bassist Kristiaan en drummer Severin was de band compleet.
In 2017 dook de band de studio in voor het opnemen van enkele singles. Terwijl op het voltooien van de singles werd gewacht was er wel al een demo van het nummer There is Nothing New Under the Sun. Deze werd in april 2017 via hun net aangemaakte Facebookpagina gedeeld en was via SoundCloud te beluisteren.
Voor hun eerste optreden in mei moesten de bandleden een naam bedenken. De naam Slomosa komt voort uit grapjes die de bandleden maakten over traag zijn (slow motion), daarnaast was gitarist Anders fan van bands die op een a eindigden zoals Pantera en Sepultura. Door deze elementen samen te voegen ontstond de bandnaam Slomosa.

### Eerste live-optredens
Het eerste concert van Slomosa vond plaats op 11 mei 2017 in rockcafe Hulen in Bergen, naar eigen zeggen de oudste rockclub van Noord-Europa. Hier speelden ze eenmalig op een maandelijks terugkerende muziekavond genaamd Torsdagrock (donderdagrock). Op deze avond speelde Slomosa samen met Clone, The Other End, Pollution en New Age Disco Boys. De eerste show waarbij de band headliner was werd gespeeld in Victoria Cafe & Pub, eveneens in Bergen, in september 2017.

### Debuutalbum,Slomosa
In september/oktober 2018 ging de band de studio in om de nummers voor hun debuutalbum op te nemen. De nummers werden met producer Eirik Marinius Sandvik opgenomen in Polyfon Studio en afgemixt in Marinius Studio, beide in Bergen. Twee van de bandleden zouden het uitbrengen van het album niet meer als bandlid meemaken. Tor Erik Bye kwam in 2019 bij de band, hij was in Vossevangen opgegroeid met Benjamin en Anders met wie hij al in verschillende andere bezettingen had samengespeeld. Hij verving Anders, die andere prioriteiten had en naar Oslo verhuisde. Bassiste Marie Moe, van de band Razika, werd in 2019, nadat voornoemde band was gestopt, gevraagd om bij de band te komen. Ze verving Kristian die een zenuwbeschadiging in zijn vinger had opgelopen.
Op 24 oktober 2019 werd hun debuutsingle Horses uitgebracht. Het debuutalbum zou uitgebracht worden in april 2020 maar dit werd vanwege de coronapandemie uitgesteld naar augustus van dat jaar. Wel werd There is Nothing New Under the Sun in april van dat jaar uitgegeven als tweede single, deze verscheen ook op cd. In juni volgde de derde single, genaamd In My Mind's Desert. Het album met acht nummers werd op 28 augustus 2020 uitgegeven door Apollon Records. Door maatregelen in verband met de coronapandemie konden er ter promotie in dat jaar maar beperkt concerten worden gegeven. Jard Hole verving in december 2020 drummer Severin die zich op andere projecten wilde focussen. In augustus en september 2021 verschenen op het YouTube-kanaal van de band live-opnames van de nummers Horses en Kevin, opgenomen in Polyfon Studio met de nieuwe bandleden.
In 2022 werden er nieuwe persingen van het album uitgebracht via Apollon Records met op de achterkant van de hoes een foto van de nieuwe bandleden. Via Hassle Records werd in hetzelfde jaar een gelimiteerde vinylversie uitgebracht. In 2023 en 2024 kwamen er via Apollon Records nog meer heruitgaven in verschillende kleuren vinyl. Hierop zijn de nummers Just to Be en On and Beyond hernoemd naar respectievelijk Traktor en Psykonaut. Van de debuutsingle Horses verscheen in april 2023 de eerste officiële videoclip van de band.

#### Albumpromotie in Europa
Het eerste optreden van de band buiten Noorwegen was op het festival Deserfest Belgium in Trix, Antwerpen in september 2021. Het jaar 2022 bracht de band in vrijwel alle landen van West-Europa. Zo tourde de band in het voorjaar in het voorprogramma van Stöner door Ierland, het Verenigd Koninkrijk, België, Nederland, Duitsland, Luxemburg, Frankrijk, Spanje, Zwitserland en Oostenrijk. Tijdens hun zomertour deden ze nogmaals enkele van deze landen aan en traden ze voor het eerst in Portugal op. Ze stonden onder andere op de festivals Hellfest en Stoned From the Underground. Het optreden op Hellfest werd professioneel opgenomen en een jaar later door de band uitgebracht via YouTube.
In het najaar van 2022 was de band onderdeel van de SOL Sonic Ride tour, waarbij ze voor het eerst in Tsjechië speelden, samen met de bands Orange Goblin en Sasquatch. Hierbij speelden ze onder andere op de festivals Up in Smoke, Keep it Low in Duitsland en Into the Void in Leeuwarden. Aansluitend op die tour volgde de "Heavy to the max"-tour met Sasquatch door diverse Europese landen, waarbij ze voor het eerst Italië aandeden.
Tussen de eerder genoemde tours door trad de band ook op in eigen land, zo gaf de band een optreden in een platenbar waarbij ze akoestisch speelden en voor hun ongewone instrumenten gebruikten zoals de banjo. Op 15 november 2022 speelde de band samen met het Orkesteret Fossegrimen een symphonische versie van hun nummer Psykonaut. In het voorjaar van 2023 volgde Norgesturné: een uitgebreide Noorse tour.

### Tweede album,Tundra Rock
In maart 2023 tekende Slomosa een nieuw platencontract bij Stickman Records met als doel het tweede album van de band uit te brengen. De opnames van het tweede album vonden begin 2023 plaats bij Polyfon Studio in Bergen. Op 21 juli 2023 bracht de band een single van hun toekomstige tweede album uit. Het nummer, genaamd Cabin Fever, ging gepaard met de tweede videoclip van de band. De band ging in juli en augustus 2023 weer op tour door Europa. Hierbij speelden ze in Dresden hun eerste headliner show buiten Noorwegen. Ze speelden onder andere op Alcatraz Metal Festival en het Burg-Herzberg-Festival. Tijdens een optreden in Noorwegen in augustus van dat jaar fungeerde de producer van de band, Eirik Marinius Sandvik, voor het eerst als extra gitarist tijdens een optreden. Sindsdien treedt Eirik af en toe op met de band.
In de herfst van 2023 trad Slomosa op in het voorprogramma van King Buffalo tijdens hun Europese tour. In aansluiting op deze concerten waren ze het voorprogramma van Elder voor een groot deel van hun Europese tour. Deze reeks concerten bracht de band voor het eerst in Denemarken voor een concert.
In februari 2024 was Rice de tweede single die de band uitbracht voorafgaand aan het tweede album. Hierop volgde een korte tour van drie dagen waaronder enkele shows in Zweden als voorprogramma van Skraeckoedlan. Nadat de band eerder al in Antwerpen, Londen en Berlijn op Desertfest speelde deed de band dat in 2024 als headliner op de eerste editie van Desertfest Oslo. Tijdens het optreden op dit festival speelde producer Eirik ook weer mee. Verspreid van mei tot en met augustus 2024 stond de band op een twaalftal festivals in West-Europa. Tijdens het Freak Valley Festival in Duitsland werd, buiten de eigenlijke show om, een akoestische versie van de single Rice opgenomen voor WDR. De opname werd uiteindelijk eind december 2024 via sociale media gedeeld. De band was in juli in het Verenigd Koninkrijk voor enkele data het voorprogramma van Alkaline Trio. Enkele dagen na deze shows bracht de band de derde single van hun tweede album uit, genaamd Battling Guns. De single ging gepaard met de derde videoclip van de band en ging op Spotify vergezeld van de nummers Rice en Cabin Fever. Tegelijk met het uitbrengen van deze single werd bekend dat de band had getekend bij het label MNRK Heavy en dat het nieuwe album, genaamd Tundra Rock, uitgebracht zou worden op 13 september 2024.
Op 11 september 2024 organiseerde de band een luisterparty op Bandcamp waarbij het tweede album voor het eerst in zijn geheel beluisterd kon worden. Een dag later werd de vierde single, Red Thundra, met bijbehorende muziekvideo uitgebracht. Het album Tundra Rock werd uitgebracht op 13 september 2024. Het album verscheen op zowel cd als op verschillende kleuren vinyl onder het Stickman Records in Europa en onder MNRK Heavy in de Verenigde Staten. Op 9 november van datzelfde jaar bracht de band een liveversie van het nummer Monomann uit met videoclip, opgenomen in Duper Studio in Bergen, Noorwegen. Op 16 januari 2025 deelde de band een video getiteld The Making of ‘Tundra Rock’ (live at Bergen Kjøtt, Duper Studios) waarin de bandleden aan de hand van een interview en live-opnames vertelden over het productieproces van het album. Op 16 juli 2025 ging op YouTube een concertregistratie met de titel Slomosa - Live at Verftet Bergen Norway in première. Het werd in december 2024 opgenomen in Bergen.

#### Albumpromotie in Amerika en Europa
In september 2024 tourde de band door de Verenigde Staten met Spanish Love Songs in het voorprogramma van Alkaline Trio. Daarnaast werden er in de VS ook enkele eigen concerten gespeeld als onderdeel van de Tundra Rock 2024-tour. In oktober 2024 ondernam de band een herfsttour onder de naam Habit of the Tundra. De tour, door delen van Europa, was samen met de band Greenleaf; Psychlona fungeerde als voorprogramma. Tijdens de tour deed de band voor het eerst Kroatië aan. Na de Habit of the Tundra-tour zette de band hun Tundra Rock 2024-headlinertour vanaf november voort in (west-)Europa en Scandinavië.
Het jaar 2025 begon voor de band met de Tundra Rock 2025-headlinertour door Ierland en het Verenigd Koninkrijk. In februari en maart werd, samen met de band War On Women, de Amerikaanse band Helmet ondersteund tijdens hun Betty 30th Anniversary Tour in de Verenigde Staten. Daarnaast speelden ze enkele eigen concerten tijdens die reis. Naast de tientallen optredens in de Verenigde Staten trad Slomosa hierbij ook voor het eerst op in Canada. In maart volgde nog een festivaloptreden in Duitsland voordat een ruime maand rust van touren werd genomen. Van mei tot en met augustus 2025 trad de band op enkele tientallen festivals op. Hierbij deden ze voor het eerst Polen en Roemenië aan. 
In oktober en november van 2025 gaat Slomosa samen met het Litouwse ORB door Europa op tour als gast van Kadavar. Voorafgaand aan deze tour zullen enkele optredens gegeven worden in Noorwegen als onderdeel van een Noorse tour die daarna voornamelijk in december 2025 plaats zal vinden. In november volgt de Neighbourhood Tour door Denemarken en Zweden. Onderdeel hiervan is een optreden als co-headliner onder de noemer The Börlange Horse Show met Lowrider en Greenleaf in de thuisstad van die laatste band.

## Prijzen
Tijdens de Noorse Spellemannprisen van 2024, die op 24 april 2025 werden uitgereikt, won Slomosa met hun album Tundra Rock in de categorie Rock. Daarnaast waren ze ook genomineerd in de categorie Årets gjennombrudd (doorbraak van het jaar).
Slomosa won in 2025 de Bendiksenprisen. Deze talentprijs, met bijbehorend geldbedrag van 100.000 Noorse kronen, omgerekend ongeveer €8350, werd op 4 juni 2025 door artiestenorganisatie GramArt uitgereikt namens het Koninklijke Noorse Ministerie van Cultuur en Gelijkheid.

## Discografie

### Albums
- 2020: Slomosa, Apollon Records, een gelimiteerde herdruk werd in 2022 uitgebracht door Hassle Records
- 2024: Tundra Rock, Stickman Records (Europa), MNRK Heavy (VS)

### Singles
- 2019: Horses
- 2020: There is Nothing New Under the Sun
- 2020: In My Mind's Desert
- 2023: Cabin Fever
- 2024: Rice
- 2024: Battling Guns
- 2024: Red Thundra
- 2024: Monomann

### Video's

#### Videoclips
- 2023: Horses (official music video)
- 2023: Cabin Fever (official music video)
- 2024: Battling Guns (Official Music Video)
- 2024: Red Thundra (Official Music Video)

#### Live-opnames
- 2021: Horses @ Polyfon Studio
- 2021: Kevin (live at Polyfon Studio)
- 2022: Psykonaut (Live @ Up In Smoke Festival)
- 2023: SLOMOSA (Live at Hellfest 2022)
- 2023: Psykonaut (feat. Fossegrimen Symphony Orchestra)
- 2024: Monomann (live at Bergen Kjøtt, Duper Studios)
- 2024: Rice (Unplugged) live at Freak Valley Festival 2024
- 2025: The Making of ‘Tundra Rock’ (live at Bergen Kjøtt, Duper Studios)
- 2025: Live at Verftet Bergen Norway

## Tournees
Eigen tour
- 2022: Summer Tour, Europa
- 2023: Norgesturné, Noorwegen
- 2023: Summer Tour, Europa[59]
- 2024: Tundra Rock 2024, VS, Continentaal Europa, Scandinavië
- 2025: Tundra Rock 2025, Ierland & het Verenigd Koninkrijk
- 2025: Norge 2025, Noorwegen
- 2025: Neighbourhood Tour, Scandinavië

Co-headliner
- 2022: Heavy to the Max, Europa, co-headliner met Sasquatch
- 2024: Habit of the Tundra[60], Europa, co-headliner met Greenleaf, voorprogramma Psychlona

Als support
- 2022: UK / IRE 2022, Britse Eilanden, voorprogramma van Stöner
- 2022: Europe 2022, Continentaal Europa, voorprogramma van Stöner
- 2022: SOL Sonic Ride, Europa, met Sasquatch voorprogramma van Orange Goblin
- 2023: European Tour, Europa, voorprogramma van King Buffalo
- 2023: EU and UK Tour, Europa, voorprogramma van Elder
- 2024: Vermillion Sky Tour, Zweden, voorprogramma van Skraeckoedlan
- 2024: Blood, Hair and Eyeballs The Tour 2024, (VK), als voorprogramma van Alkaline Trio
- 2024: Blood, Hair and Eyeballs The Tour 2024, (VS), met Spanish Love Songs voorprogramma van Alkaline Trio
- 2025: Betty 30th Anniversary Tour, (VS en Canada), met War On Women voorprogramma van Helmet
- 2025: "I Just Want To Be A Sound" European Tour 2025, met ORB voorprogramma van Kadavar

- Bibsys: 1633429914039
- MusicBrainz: 262c9855-aa44-40f4-a275-cb425c074513
- Virtual International Authority File: 2163935757600830871